# Tezuka Productions
Tezuka Productions (株式会社手塚プロダクション?, Kabushiki-gaisha Tezuka Purodakushon) è uno studio di animazione giapponese, fondato nel 1968 dal "dio dei manga" Osamu Tezuka.

## Filmografia

### Film
- Pollicina, in collaborazione con Toei Animation (1978)

- Bagi (1984)
- Benkei to Ushiwakamaru (1999)
- Astro Boy (2009)
- Tezuka Osamu no Buddha: Akai Sabaku yo! Utsukushiku (2011)
- Guskō Budori no Denki (2012)
- Buddha 2: Tezuka Osamu no Buddha: Owarinaki Tabi (2014)
- Kitarubeki Sekai
- Le avventure di Bandar

### Principali serie anime
- I bon bon magici di Lilly (1971-1972)
- Capitan Jet (1977-1978)
- Astro Boy, serie remake dell'originale degli anni sessanta (1980-1981)
- Kimba, il leone bianco, serie remake dell'originale degli anni sessanta (1989-1990)
- Ginga Tansa 2100-nen 1986
- In principio: Storie dalla Bibbia (1997)
- Astro Boy, terza serie degli anni 2000 (2003-2004)
- Black Jack (2004-2006)
- Young Black Jack (2015)
- Dororo, remake della serie del 1967, in collaborazione con MAPPA (2019)
- The Quintessential Quintuplets (2019)
- Adachi to Shimamura (2020)
- Girlfriend, Girlfriend (2021)
- Mahōtsukai Reimeiki
- The Café Terrace and Its Goddesses  (2023)
- Under Ninja (2023)

### OAV
I titoli degli OAV presentati di seguito, si riferiscono alla versione in lingua inglese:
- The Green Cat (1983)
- Ravex in Tezuka World (2009)

### Videogiochi
- Astro Boy (2004)
- Astro Boy: Omega Factor (2004)
- Blood Will Tell: Tezuka Osamu's Dororo (2004)
- Astro Boy: The Video Game (2009)
- Astro Boy: Tap Tap Rush (2011)
- Astro Boy Dash (2013)